# Aurélie Védy
Aurélie Védy (ur. 8 lutego 1981) – francuska tenisistka.

## Kariera tenisowa
Tenisistka odnosząca sukcesy głównie w turniejach cyklu ITF i to głównie w grze deblowej. W czasie swojej kariery wygrała sześć turniejów singlowych i trzydzieści trzy deblowe tej rangi.
Pierwszy zawodowy mecz w swojej karierze rozegrała w listopadzie 1996 roku, w kwalifikacjach do niewielkiego turnieju ITF (10000$) we francuskim Le Havre, przegrywając wysoko ze swoją rodaczką 0:6, 1:6. W następnym roku, w lipcu, wzięła udział w kwalifikacjach do podobnego turnieju w Contamines-Montjoie, ale w decydującym o awansie do turnieju głównego meczu przegrała. Pomimo tego zagrała po raz pierwszy w karierze w turnieju głównym jako lucky loser, ale start zakończyła na pierwszej rundzie. W styczniu 1998 roku wygrała kwalifikacje do turnieju głównego w Dinan, ale odpadła w pierwszej rundzie gry singlowej, natomiast w deblu odniosła sukces, wygrywając turniej razem z partnerką Camille Pin. Pierwszy turniej w grze singlowej wygrała w 1999 roku, we włoskim Maglie, pokonując w finale Ukrainkę Tatianę Kowalczuk.
Również w 1999 roku otrzymała dziką kartę do turnieju kwalifikacyjnego Roland Garros, ale odpadła w pierwszej rundzie, gdyż Japonka Yuka Yoshida okazała się od niej lepsza i wygrała 6:4, 7:5. Ponowny start do turnieju wielkoszlemowego odnotowała dopiero w 2004 roku, w którym też dzięki dzikiej karcie zagrała w kwalifikacjach do Roland Garros. Efekt był taki sam jak w poprzednim starcie – też przegrała w pierwszej rundzie, tym razem z Zuzaną Kucovą. Podobny start, na takich samych warunkach, zaliczyła w roku 2005, ale przegrała z Marą Santangelo. W 2006 roku otrzymała od organizatorów dziką kartę do turnieju głównego Roland Garros, odpadła jednak w pierwszej rundzie, przegrywając z Marion Bartoli. Były to jej jedyne kontakty z turniejami wielkoszlemowymi.
W 2008 roku wzięła udział w kwalifikacjach do dwóch turniejów WTA, w Paryżu i Luksemburgu, ale nie zdołała przebić się do turnieju głównego. W 2010 roku odniosła swój największy sukces w karierze, dochodząc do finału gry deblowej (w parze z Witaliją Djaczenko) na turnieju w Estoril, w którym przegrały z parą Sorana Cîrstea i Anabel Medina Garrigues.

## Finały turniejów WTA
| Legenda                     | Legenda |
| --------------------------- | ------- |
| Wielki Szlem                |         |
| Igrzyska olimpijskie        |         |
| WTA Tour Championships      |         |
| 2009 – 2020                 |         |
| WTA Premier Mandatory       |         |
| WTA Premier 5               |         |
| WTA Premier                 |         |
| WTA International Series    |         |
| WTA 125K series (2012–2020) |         |

### Gra podwójna 1 (0–1)
| Końcowy wynik | Nr | Data        | Turniej | Nawierzchnia | Partnerka          | Przeciwniczki                          | Wynik finału |
| ------------- | -- | ----------- | ------- | ------------ | ------------------ | -------------------------------------- | ------------ |
| Finalistka    | 1. | 8 maja 2010 | Estoril | Ceglana      | Witalija Djaczenko | Sorana Cîrstea Anabel Medina Garrigues | 1:6, 5:7     |

## Wygrane turnieje rangi ITF
| turnieje z pulą nagród 100 000 $ |
| turnieje z pulą nagród 75 000 $  |
| turnieje z pulą nagród 50 000 $  |
| turnieje z pulą nagród 25 000 $  |
| turnieje z pulą nagród 15 000 $  |
| turnieje z pulą nagród 10 000 $  |

### Gra pojedyncza
|    | Data       | Turniej             | Kat. | ($)    | Naw.   | Finalistka              | Wynik         |
| 1. | 02/05/1999 | Maglie              | ITF  | 10 000 | ziemna | Tatiana Kowalczuk       | 6:3, 6:2      |
| 2. | 27/06/2004 | Orestiada           | ITF  | 10 000 | twarda | Anna Koumantou          | 6:1, 6:1      |
| 3. | 01/08/2004 | Stambuł             | ITF  | 10 000 | twarda | Gabriela Velasco-Andreu | 6:0, 7:6      |
| 4. | 31/07/2005 | Sezze               | ITF  | 10 000 | ziemna | Claudia Ivone           | 6:1, 6:2      |
| 5. | 09/04/2006 | Ateny               | ITF  | 25 000 | ziemna | Martina Müller          | 4:6, 6:2, 6:4 |
| 6. | 03/08/2008 | Gardone Val Trompia | ITF  | 10 000 | ziemna | Appollonia Melzani      | 3:6, 6:2, 6:1 |